# Gran Premio di superbike di Monza 1995
Il Gran Premio di Superbike di Monza 1995 è stata la quarta prova su dodici del Campionato mondiale Superbike 1995, è stato disputato il 18 giugno sull'Autodromo nazionale di Monza e ha visto la vittoria di Carl Fogarty in gara 1, mentre la gara 2 è stata vinta da Pierfrancesco Chili.
Per quanto sia stata disputata su un circuito situato in Italia, la prova viene considerata come gara di San Marino.

## Risultati

### Gara 1

Carl Fogarty, vittorioso in gara 1, saluta il pubblico brianzolo in sella alla sua Ducati 916.

#### Arrivati al traguardo[3]
| Pos. | Nº | Pilota               | Motocicletta | Tempo     | Griglia | Punti |
| ---- | -- | -------------------- | ------------ | --------- | ------- | ----- |
| 1º   | 1  | Carl Fogarty         | Ducati       | 32:51.383 | 2º      | 25    |
| 2º   | 3  | Aaron Slight         | Honda        | +0:01.949 | 1º      | 20    |
| 3º   | 45 | Colin Edwards        | Yamaha       | +0:07.974 | 7º      | 16    |
| 4º   | 5  | Simon Crafar         | Honda        | +0:10.943 | 9º      | 13    |
| 5º   | 25 | Yasutomo Nagai       | Yamaha       | +0:11.722 | 5º      | 11    |
| 6º   | 12 | Mauro Lucchiari      | Ducati       | +0:11.847 | 13º     | 10    |
| 7º   | 8  | Piergiorgio Bontempi | Kawasaki     | +0:18.856 | 6º      | 9     |
| 8º   | 9  | Fabrizio Pirovano    | Ducati       | +0:28.344 | 8º      | 8     |
| 9º   | 33 | John Reynolds        | Kawasaki     | +0:41.720 | 16º     | 7     |
| 10º  | 28 | Gianmaria Liverani   | Ducati       | +0:41.745 | 15º     | 6     |
| 11º  | 80 | Satoshi Tsujimoto    | Honda        | +1:08.372 | 21º     | 5     |
| 12º  | 77 | Michele Gallina      | Ducati       | +1:08.637 | 17º     | 4     |
| 13º  | 43 | David Jefferies      | Kawasaki     | +1:08.713 | 25º     | 3     |
| 14º  | 66 | Jean-Yves Mounier    | Ducati       | +1:08.724 | 20º     | 2     |
| 15º  | 32 | Ferdinando Di Maso   | Ducati       | +1:09.205 | 23º     | 1     |
| 16º  | 38 | Andrea Perselli      | Ducati       | +1:09.835 | 24º     |       |
| 17º  | 81 | Russell Lee Wood     | Bimota       | +1:38.726 | 26º     |       |
| 18º  | 30 | Bruno Cirafici       | Suzuki       | +1 giro   | 18º     |       |
| 19º  | 58 | Aldeo Presciutti     | Ducati       | +1 giro   | 27º     |       |
| 20º  | 72 | Bruno Scatola        | Kawasaki     | +1 giro   | 28º     |       |

#### Ritirati
| Nº | Pilota              | Motocicletta | Giri     | Griglia |
| -- | ------------------- | ------------ | -------- | ------- |
| 27 | Pierfrancesco Chili | Ducati       | +3 giri  | 4º      |
| 17 | Anthony Gobert      | Kawasaki     | +5 giri  | 11º     |
| 11 | Troy Corser         | Ducati       | +5 giri  | 3º      |
| 13 | Paolo Casoli        | Yamaha       | +12 giri | 14º     |
| 4  | Andreas Meklau      | Ducati       | +13 giri | 12º     |
| 19 | Adrien Morillas     | Ducati       | +14 giri | 19º     |
| 21 | Massimo Meregalli   | Yamaha       | +18 giri | 10º     |

### Gara 2

#### Arrivati al traguardo[4]
| Pos. | Nº | Pilota              | Motocicletta | Tempo     | Griglia | Punti |
| ---- | -- | ------------------- | ------------ | --------- | ------- | ----- |
| 1º   | 27 | Pierfrancesco Chili | Ducati       | 32:58.149 | 4º      | 25    |
| 2º   | 1  | Carl Fogarty        | Ducati       | +0:00.608 | 2º      | 20    |
| 3º   | 3  | Aaron Slight        | Honda        | +0:04.875 | 1º      | 16    |
| 4º   | 25 | Yasutomo Nagai      | Yamaha       | +0:04.884 | 5º      | 13    |
| 5º   | 45 | Colin Edwards       | Yamaha       | +0:09.403 | 7º      | 11    |
| 6º   | 12 | Mauro Lucchiari     | Ducati       | +0:14.596 | 13º     | 10    |
| 7º   | 5  | Simon Crafar        | Honda        | +0:14.781 | 9º      | 9     |
| 8º   | 9  | Fabrizio Pirovano   | Ducati       | +0:15.022 | 8º      | 8     |
| 9º   | 4  | Andreas Meklau      | Ducati       | +0:25.273 | 12º     | 7     |
| 10º  | 33 | John Reynolds       | Kawasaki     | +0:28.762 | 16º     | 6     |
| 11º  | 21 | Massimo Meregalli   | Yamaha       | +0:36.186 | 10º     | 5     |
| 12º  | 17 | Anthony Gobert      | Kawasaki     | +0:47.112 | 11º     | 4     |
| 13º  | 13 | Paolo Casoli        | Yamaha       | +0:50.302 | 14º     | 3     |
| 14º  | 80 | Satoshi Tsujimoto   | Honda        | +1:01.974 | 21º     | 2     |
| 15º  | 32 | Ferdinando Di Maso  | Ducati       | +1:06.957 | 23º     | 1     |
| 16º  | 30 | Bruno Cirafici      | Suzuki       | +1:12.507 | 18º     |       |
| 17º  | 66 | Jean-Yves Mounier   | Ducati       | +1:13.919 | 20º     |       |
| 18º  | 38 | Andrea Perselli     | Ducati       | +1:15.416 | 24º     |       |
| 19º  | 58 | Aldeo Presciutti    | Ducati       | +1:56.543 | 27º     |       |
| NC   | 72 | Bruno Scatola       | Kawasaki     | +11 giri  | 28º     |       |

#### Ritirati
| Nº | Pilota               | Motocicletta | Giri     | Griglia |
| -- | -------------------- | ------------ | -------- | ------- |
| 28 | Gianmaria Liverani   | Ducati       | +12 giri | 15º     |
| 8  | Piergiorgio Bontempi | Kawasaki     | +14 giri | 6º      |
| 11 | Troy Corser          | Ducati       | +14 giri | 3º      |
| 77 | Michele Gallina      | Ducati       | +14 giri | 17º     |
| 19 | Adrien Morillas      | Ducati       | +15 giri | 19º     |
| 10 | Terry Rymer          | Ducati       | +15 giri | 22º     |
| 43 | David Jefferies      | Kawasaki     | +18 giri | 25º     |
| 81 | Russell Lee Wood     | Bimota       | +18 giri | 26º     |